# Azorella macquariensis
Azorella macquariensis is een plantensoort uit de schermbloemenfamilie (Apiaceae). De plant is een zogenaamde cushion plant, vanwege de kenmerkende kussenvormige groeiwijze. Het is een overblijvend kruid waarvan de hoofdtakken houtachtig zijn en de zijtakken kruidachtig. 
De soort is endemisch op het subantarctische eiland Macquarie-eiland (Australië). Hij groeit daar als dominante soort in de zogenaamde feldmark vegetatiegemeenschap en op locaties die blootgesteld worden aan winderig weer. De plant vormt dichte uitgestrekte kussens of matten waar andere vegetatie nauwelijks doorheen weet te dringen.